# Agria Gramvousa
Agria Gramvousa (griechisch Άγρια Γραμβούσα (f. sg.), in der Antike vermutlich Tretos) ist eine Felseninsel vor der Nordwestküste der griechischen Insel Kreta. In Abgrenzung zur 2,2 Kilometer südwestlich gelegenen Insel Imeri Gramvousa (Ήμερη Γραμβούσα) trägt sie den Zusatz Agria, was „wild“ bedeutet. Agria Gramvousa liegt in der Gemeinde Kissamos des Regionalbezirks Chania, etwa 16 Kilometer nordwestlich der Gemeindehauptstadt, der Kleinstadt Kissamos.

## Lage

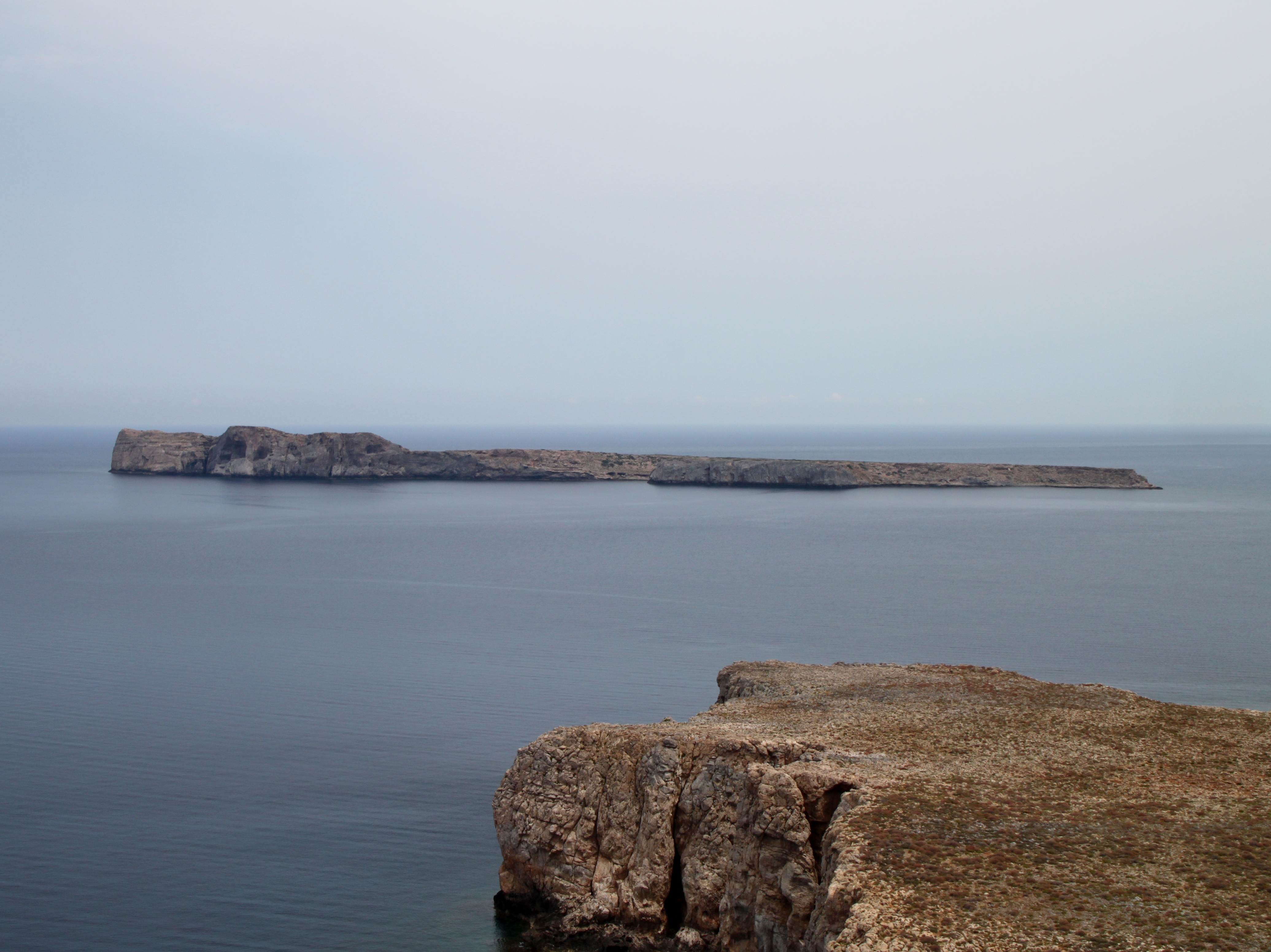
Blick von Imeri- auf Agria Gramvousa

Die Insel Agria Gramvousa liegt durch den etwa 680 Meter breiten, weniger als 20 Meter tiefen Kanal von Vouxa (Δίαβλος Βούξας) getrennt vor der Nordwestspitze der Halbinsel Gramvousa im äußersten Nordwesten Kretas. Die Herkunft der Bezeichnung Gramvousa ist nicht genau bekannt. Als am wahrscheinlichsten gilt die Ableitung von der venezianischen Bezeichnung Capo Buso, übersetzt „Kap mit Öffnung“, für das Kap Vouxa (Άκρα Βούξα) an der Nordspitze der Halbinsel. Dieses trägt auch die Bezeichnung Trypiti, „mit Loch“, und die Einheimischen sprechen Gramvousa heute noch mit „b“ aus, also Grambousa, wie in dem ehemaligen venezianischen Namen Buso.
Die Insel hat im Gegensatz zur Nachbarinsel Imeri Gramvousa und zur Lagune Balos, zu denen in den Sommermonaten täglich Ausflugsschiffe von Kissamos verkehren und dabei an Agria Gramvousa vorbeifahren, keine touristische Bedeutung. Sie wurde zumindest in früheren Jahren als Weidegebiet für Ziegen genutzt.

## Beschreibung
Agria Gramvousa hat eine Fläche von 82,5 Hektar. Die Insel misst in ihrer von Nordwest nach Südost gerichteten Längsachse 2200 Meter und ist maximal 600 Meter breit. Die höchste Erhebung mit 101 Metern befindet sich im Nordwesten.

## Flora, Vegetation und Naturschutz
Die Insel ist von felsigen Steilküsten umgeben, über dem sich ein relativ ebenes Hochplateau befindet. Die Felsküsten tragen einen artenarmen Bewuchs aus salztoleranten Arten wie die Strauch-Melde (Atriplex halimus), die Graue Gliedermelde (Arthrocnemum macrostachyum), den Salz-Alant (Limbarda crithmoides), oder das auf Kleininseln spezialisierte Sandkraut Arenaria aegaea. Das Inselinnere wird von niedriger, dichtwüchsiger Macchie aus dem Mastixstrauch (Pistacia lentiscus) und von 30 bis 50 cm hoher Phrygana bedeckt, in der Kopfiger Thymian (Thymbra capitata), Behaarte Spatzenzunge (Thymelaea hirsuta), die Schwarznessel Ballota pseudodictamnus und die Quirlblättrige Heide (Erica manipuliflora) vorherrschen.
Insgesamt wurden bisher auf der Insel 119 unterschiedliche Farn- und Samenpflanzen gefunden. Die wichtigste Art ist die Hundskamille Anthemis glaberrima, die nur auf den beiden Gramvousa-Inseln vorkommt und ihr Hauptvorkommen auf Agria Gramvousa hat. Zu ihrem Schutz wurde auf Agria Gramvousa ein Mikroreservat eingerichtet. Sie steht unter nationalem und internationalem gesetzlichem Schutz.
Agria Gramvousa ist Teil des „Natura 2000“-Gebietes GR 4340001, Imeri und Agria Gramvousa – Tigani und Falasarna – Pontikonisi (Ήµερη και Άγρια Γραµβούσα-Τηγάνι και Φαλάσαρνα-Ποντικονήσι) und auch Teil der Important Bird Area Tiganis peninsula and the islands of Gramvouses and Pontikonisi.